# هاینکل هائی ۲۷۷
هاینکل ۲۷۷ (به انگلیسی: Heinkel He 277) یک هواگرد ساختِ کارخانهٔ هاینکل در کشور آلمان است. نخستین استفاده‌کنندهٔ این هواگرد نیروی هوایی آلمان نازی بوده‌است.